# 三光コスモス園

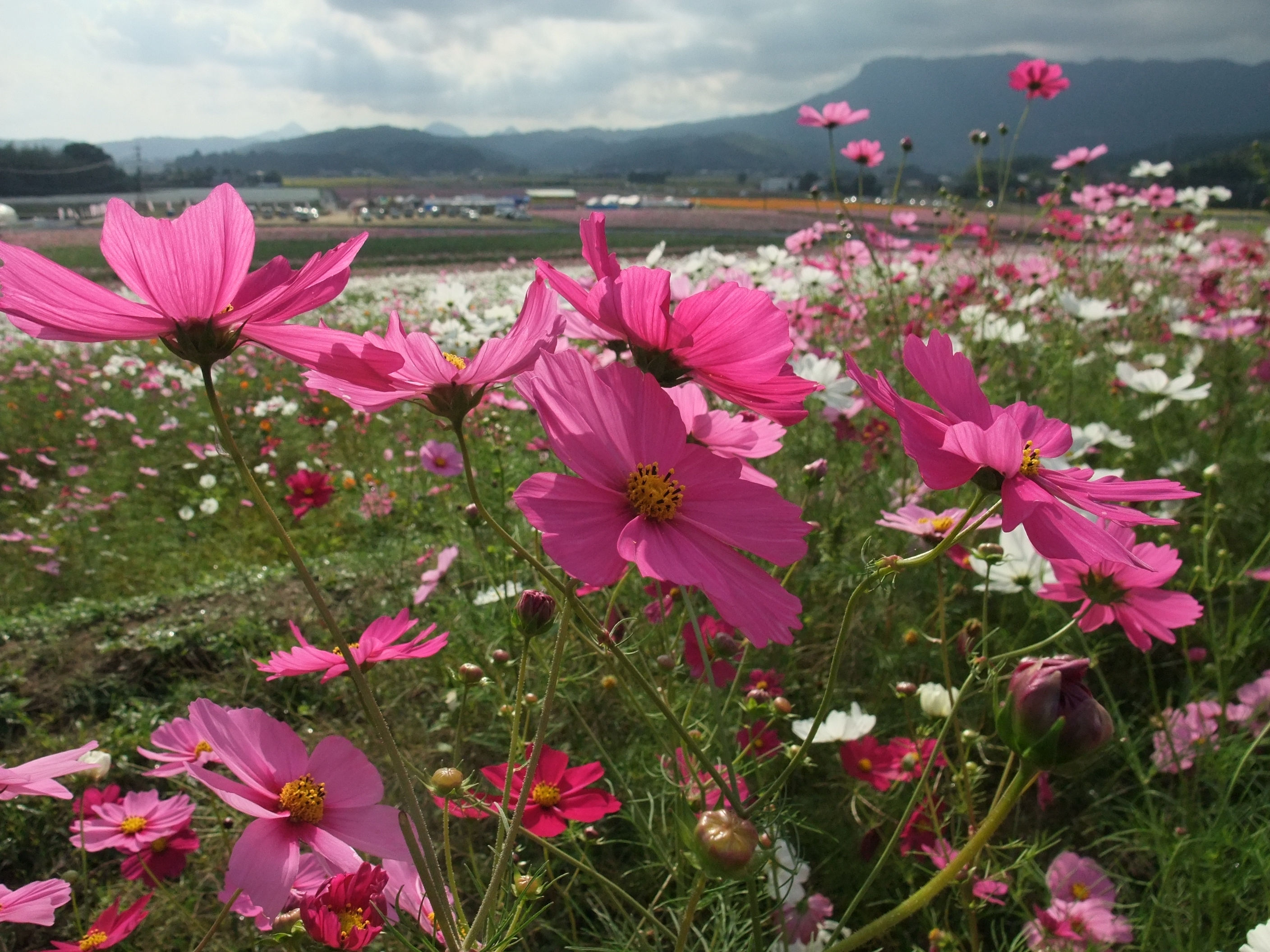
三光コスモス園

三光コスモス園（さんこうコスモスえん）は、大分県中津市三光（旧三光村）下田口地区で開催される秋季限定のコスモス園。

## 概要
三光コスモス園は、八面山の山麓に広がる転作田を利用して作られたもので、全体の広さは約15haであり、そのうち約10haにピンクを中心とした約1,200万本ものコスモスが植えられている。また、約1.5haには約4万5千本のヒマワリが植えられている。
2007年は、10月10日から11月中旬までの公開が予定されている。
2007年6月に、三光地区にある全10団体の集落営農組合（佐知営農組合、臼木営農組合、小袋営農組合、諌山営農組合、原口営農組合、成恒営農組合、下田口営農組合、西秣営農組合、上秣営農組合、下深水営農組合）が、地域の活性化のために、転作田を利用して日本一のコスモス園を作ることを計画し、「日本一のコスモス園をつくらんかいエーノーグループ」を結成。10月9日に開園式が行われた。